# Federația de Fotbal din Nicaragua
Federația de Fotbal din Nicaragua  este forul ce guvernează fotbalul în Nicaragua. Se ocupă de organizarea echipei naționale.